# فرانك ميرفي (لاعب كرة قدم)
فرانك ميرفي (بالإنجليزية: Frank Murphy)‏ (1 يونيو 1959 بغلاسكو في المملكة المتحدة - ) هو لاعب كرة قدم بريطاني في مركز الوسط. لعب مع نادي بارنت ونادي كيترينغ تاون ونونيتون بورو ‏ ونادي سلاو تاون وكراي واندررز ونادي كوربي تاون وHendon F.C. ‏ وDesborough Town F.C. ‏ ودولويتش هاملت.